# Liste de musées en Lettonie
Pour les autres articles nationaux ou selon les autres juridictions, voir Liste des musées par pays.
Cet article présente une liste non exhaustive de musées en Lettonie, classés par ville ou région.

## Riga

### Individus
- Musée commémoratif Andrejs Upīts (en)
- Musée commémoratif Krišjānis Barons (en)
- Musée Janis Rozentals et Rudolf Blaumanis[1]
- Musée Jāņis Akuraters[2]
- Musée Ojārs Vācietis[3]
- Musées Raiņis et Aspazija [4]
- Musée Roman Suta et Alexandra Belcova[5]
- Musée Alexandrs Caks[6]
- Mémorial Zana Lipke[7]
- Musée Eduards Smilgis (théâtre)[8]

### Histoire
- Motormusée de Riga.
- Musée de l'aviation de Riga (ru).
- Musée de l'histoire ferroviaire letton.
- Musée juif de Lettonie.
- Musée letton de la guerre
- Musée de l'occupation de la Lettonie
- Musée de la pharmacie (ru), Musée de l'Anatomie[9], Musée Paul Stradin d'histoire de la médecine[10]
- Musée des pompiers de Lettonie[11]
- Musée d'histoire et de la navigation de Riga[12]
- Musée des sports de Lettonie[13]
- Musée des barricades de 1991[14]
- Musée du Front populaire de Lettonie[15]
- Musée Dauderi[16]
- Maison Mentzendorff[17]
- Musée International de la vodka (uniquement par tour opérateur)

### Ethnographie
- Musée ethnographique de plein air de Lettonie.

### Biologie
- Musée national d'Histoire naturelle[18]
- Musée de botanique[19]
- Parc zoologique de Riga[20]

### Arts
- Musée national d'histoire de Lettonie.
- Musée des beaux-arts Arsenāls (en), ou Arsenal Exhibition Hall[21]
- Musée des arts décoratifs et du design (ru)
- Musée d'architecture de Lettonie (ru), Musée letton d'architecture [22]
- Musée des arts étrangers, dit de la Bourse
- Musée du cinéma de Riga (lv)[23]
- Musée letton de la photographie (es)[24]
- Musée de la porcelaine de Riga (en)[25]
- Musée national des arts de Lettonie
- Musée des arts décoratifs et du design[25]
- Musée de la mode[26]
- Musée du chapeau[27]
- Musée Art Nouveau de Riga[28]

## Autres villes
- Jurmala
  - l'annexe du Musée de l'histoire ferroviaire letton.
  - Musée de la ville de Jurmala[29]
  - Musée en plein-air[30]
  - Maison d'été de Rainis et Aspazija[31]

## Région Zemgale (sud)
- Christma Battles Museum at farm Mangali
- Karis Ulmanis Memorial Museum Piksas
- G Elias Jelgava History and Art Museum
- Janis Cakste Museum, at Auci
- Döbele Local Hitory Museum
- Tervete Museum of Ancient History
- Anna Brigadere Museum Spridisi
- Blankenfelde Manor
- Brukna Manor
- Palais de Jelgava
- Château de Rundale
- Bauska Castle Museum, Bauska Castle[32]
- Bauska Local History and Art Museum
- Bauska Motor Museum
- Bauska House Museum du poète Vilis Pludonis
- Mezotne Palace
- Open-air Museum Ausekli Mill
- Kekava Local History Museum
- Daugava Museum
- Aizkraule Museum of History and Art
- Koknese Castle Ruins
- Koknese Memorial Suite Litzendarsz
- Selija Local History Museum
- Rieksini Museum of Janis Jaunsudrabin
- Jekabpils History Museum et Krustpils Castle
- Jekabpils Open-Air Section Museum Seli Farmstaed

## Région Latgale (sud-est)
- Château : Daugavpils, Volkenberg, Rezekne, Vilaka, Kraslava…
- Manoir : Cervonka, Bebrene, Borhu, Luzvana, Malvana, Balvi, Eversmuiza…
- Vieille ville : Ludza, Daugavpils, Subate, Kraslava…
- Musée : Daugavpils, Naujene, Jasmuiza, Livani, Rezekne, Balvi, Vilaka, Aglona, Ludza, Dagda…
- Centre d'Art Mark Rothko[33],[34],[35] à Daugavpils
- Musée Juifs de Daugavpils et Latgale[36]
- La Synagogue Verte de Rēzekne, en bois, rouverte en 2016[37]

## Région Vidzeme (nord-est)
- Château : Alüksne, Cesis[38], Turaida, Cesvaine, Gulbene, Diklu, Lielvarde, Rauna, Sigulda…
- Vieille ville : Araisi, Cesis, Valmiera…
- Musée : Aluksne, Dole, Salaspils, Trapene (Fazani), Gulbene, Ligatne, Limbazi, Madona, Mazslaca, Ogre, Keipene, Ainazi, Munchhausen, Saulkrasti, Turaida[39], Valmiera…
- Plein Air : Staicele, Carnikava, Turaida, Sigulda…
- Musée d'Alūksne (en), à Alūksne

## Région Kurzeme / Courlande (ouest)
- Château : Durbe, Jaunmoku, Ventspils, Edole, Tingere
- Vieille ville : Tukums, Aizpute, Piltene, Liepaja, Kuldiga,
- Musée : Lapmezciems, Kubalu, Saldus, Kuldiga, Talsi, Džūkste, Tukums, Jaunpils, Liepaja
- Plein Air : Ventspils, Roja,
- Musée de Liepāja (lt), à Liepāja
- Musée de Tukums (lv)[40], à Tukums, et Musée d'Art de Tukum,